# Odomas tuberculatus
Odomas tuberculatus är en insektsart som beskrevs av Van Stalle 1983. Odomas tuberculatus ingår i släktet Odomas och familjen dvärgstritar. Inga underarter finns listade i Catalogue of Life.